# NOT WONK
NOT WONK（ノット・ウォンク）は、北海道苫小牧市を中心に活動する日本のスリーピースロック・バンド。2010年に結成された。

## メンバー
加藤修平（Shuhei Katoh)
1994年10月27日生まれ。北海道苫小牧市出身。ギター・ボーカルを担当。バンドの全楽曲の作詞作曲を行っている。バンドを始めるきっかけとなったのは、2010年の高校1年の時にそれまでやっていた野球を辞めベースを始めたことだったという。その後、現体制になってギターを始めるようになる
アキム（akim chan）
1995年10月23日生まれ。ドラムス担当。

## 来歴
2010年12月、高校1年生だった加藤が当時の先輩後輩3人と一緒に結成。途中メンバーが何回も変わったりする中、現在の2人が入って今に至る。当初、ELLEGARDENとHi-STANDARDのコピー・バンドだった。
2013年、大学受験のためバンド活動を休止していた間に作ったデモテープを、東京で開催されるパンク・イベント「MATSURI」でSEVENTEEN AGAiNの藪に渡す機会があり、藪がそれを評価したことからバンドの知名度が一気に広がったという。
2014年5月、京都のインディー・レコード「生き埋めレコーズ」のコンピレーション・アルバム『生き埋めV.A.』に参加する。またこの頃、銀杏BOYZの安孫子真哉にも声を掛けられる。同月、初めて東京でライブを行う。そこでもまた藪に評価され、同年10月に「I HATE SMOKE TAPES」レコードから初のカセットテープ『Fuck It Dog,Life Is Too Sugarless.』をリリース。
2015年4月、上述の安孫子が主宰するレコードレーベル「KilaKilaVilla」のコンピレーション・アルバム『WHILE WE’RE DEAD:THE FIRST YEAR』に参加する。5月、1stアルバム『Laughing Nerds And A WALLFLOWER』をリリース。
2016年6月、2ndアルバム『This Ordinary』をリリース。
2019年、avexのcutting edgeに移籍。同年6月に移籍後初、通算3rdアルバム『Down The Valley』をリリース。
2021年1月、4thアルバム『dimen』をリリース。

## ディスコグラフィ

### 配信限定シングル
|                | 発売日         | タイトル                                            |
| KilaKilaVilla  |                |                                                     |
| -------------- | -------------- | --------------------------------------------------- |
|                | 2017年7月14日  | Of Reality                                          |
|                | 2017年10月11日 | Of Reality Another Version (feat. 中村圭作)         |
| cutting edge   |                |                                                     |
| 1st            | 2020年12月25日 | slow burning                                        |
| 2nd            | 2021年1月8日   | dimentions                                          |
| Bigfish Sounds |                |                                                     |
|                | 2021年11月2日  | the place where nothing's ever born(YODATARO Remix) |
|                | 2024年3月5日   | Asshole(Unplugged Mix)                              |